# Santiago Acatlán
Santiago Acatlán är en ort i Mexiko.   Den ligger i kommunen Tepeaca och delstaten Puebla, i den sydöstra delen av landet, 130 km öster om huvudstaden Mexico City. Santiago Acatlán ligger 2 280 meter över havet och antalet invånare är 6 511.
Terrängen runt Santiago Acatlán är varierad, och sluttar söderut. Runt Santiago Acatlán är det ganska tätbefolkat, med 120 invånare per kvadratkilometer. Närmaste större samhälle är Amozoc de Mota, 13,1 km nordväst om Santiago Acatlán. Omgivningarna runt Santiago Acatlán är en mosaik av jordbruksmark och naturlig växtlighet.